# Хасіма (острів)
Острів Хасіма (яп. 端島, はしま, хашіма, прикордонний острів) — японський тихоокеанський острів у префектурі Нагасакі. Острів є одним з Об'єктів промислової революції періоду Мейдзі, що занесені до списку Світової спадщини ЮНЕСКО.

## Географія
Острів Хасіма розташований у Східно-Китайському морі приблизно за 15 кілометрів від міста Нагасакі на південному заході Японії. Це один із 505 безлюдних островів префектури Нагасакі. Площа острова — 6,3 га, довжина берегової лінії — 1200 м. Довжина острова з півночі на схід — 480 м, а зі сходу на захід — 160 м.

## Назва
Назва острова з японської перекладається як «прикордонний острів», також Хасіму називають Ґункандзіма (яп. 軍艦島) — «островом-лінкором». Така назва пішла ще з 1920-х років, коли журналісти місцевої газети «Nagasaki Daily News» зауважили, що Хасіма за силуетом нагадує лінійний корабель «Тоса», який у той час будувала корпорація «Міцубісі» на корабельні в Нагасакі. Лінкор завдовжки 234 метри повинен був стати флагманом Імператорського військово-морського флоту Японії.

## Історія

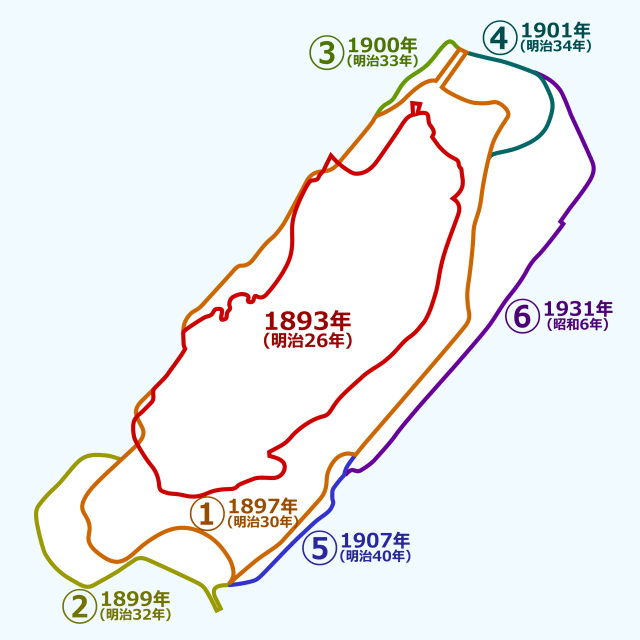
Схема поступового збільшення площі острова. Червоним кольором обведено початкові розміри острова

До XIX століття острів являв собою лише шматок скелі, на якому гніздилися птахи та часом знаходили притулок рибалки з сусідніх островів. Але все змінилося, коли в надрах скелі знайшли поклади вугілля.

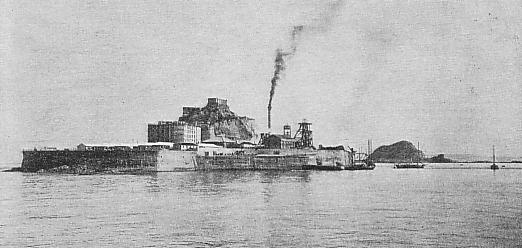
Острів Хасіма, 1930-ті роки

1887 року острів став промисловим центром. З 1887 по 1974 роки на ньому проживали люди, які займалися, переважно, видобутком корисних копалин. Крім видобутку вугілля, тут почали виробляти військову продукцію.
Вугільна промисловість почала процвітати у 1890 році після купівлі острова компанією «Міцубісі» за 100 000 єн у місцевого власника Фукагорі. 1916 року на острові видобувалося 150 тисяч тонн вугілля на рік.
Концерн «Міцубісі» розробив проєкт підводного видобутку вугілля на острові Хасіма. 1895 року компанія відкрила нову шахту завглибшки 199 метрів, а в 1898 році ще одну. У результаті під островом утворився справжній лабіринт із підземно-підводних виробок завглибшки до 600 метрів нижче рівня моря.
З розвитком промисловості територія острова збільшувалася штучним шляхом — породою, що видобували з шахт та насипали на мілководдя.
До початку Другої світової війни вугільна шахта на острові Хасіма була одним з основних вугледобувних підприємств Японії. 1941 року на острові видобули 410 000 тонн вугілля.

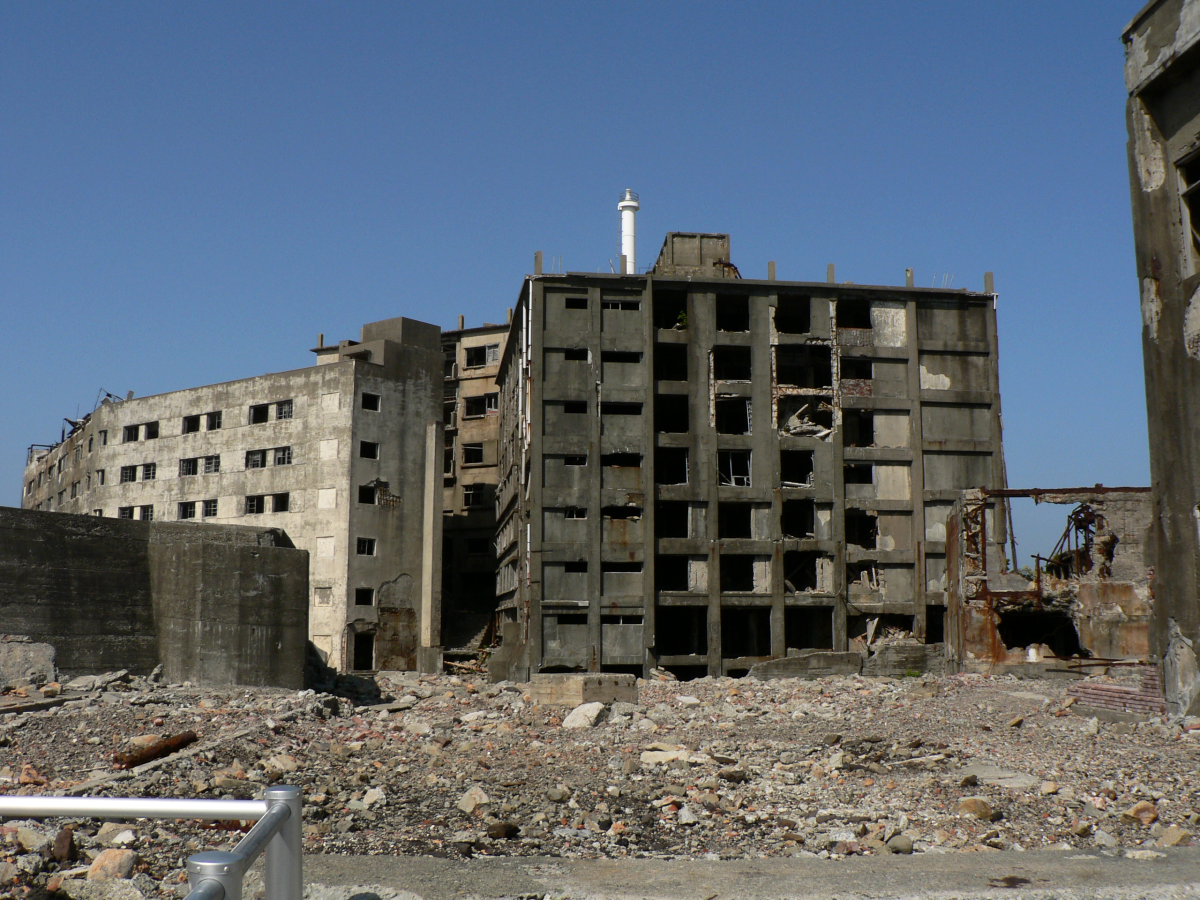
«Будинок Гловера», сучасний стан

У 1960-х роках перехід світової економіки з вугілля на нафту вдарив по вугільній промисловості Японії.
У 1974 році Міцубісі оголосила про закриття вугільних шахт Хасіми. Після цього острів покинули його мешканці.
За 87 років видобутку вугілля на острові його добули 16,5 мільйона тонн.

## Архітектура

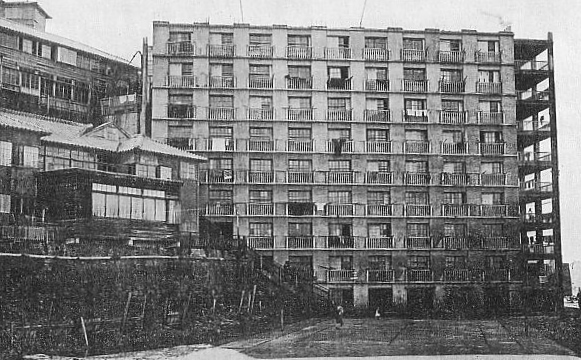
Будинок у 1930-і роки

У 1907 році почали зводити по всьому периметру острова стіну, яка б захищала острів від бур, тайфунів та штормів. 1916 року на острові було збудовано перший у Японії бетонний житловий будинок, так званий «Будинок Гловера», який спроєктував шотландський інженер Томас Блейк Гловер у Період Мейдзі. «Будинок Гловера» — це семиповерхова будівля з садом на даху та крамницею на цокольному поверсі.
У 1918 році на острові побудували ще масштабніший житловий комплекс «Nikkyu». Будівля була дев'ятиповерховою, у формі літери E, та налічував 241 помешкання.
Найбільший житловий будинок — «Будівля № 65», звели у 1944 році. Це 9-поверхова П-подібна будівля на 317 квартир, єдиний будинок такого типу та розмірів, побудований у Японії у першій половині 1940-х років.

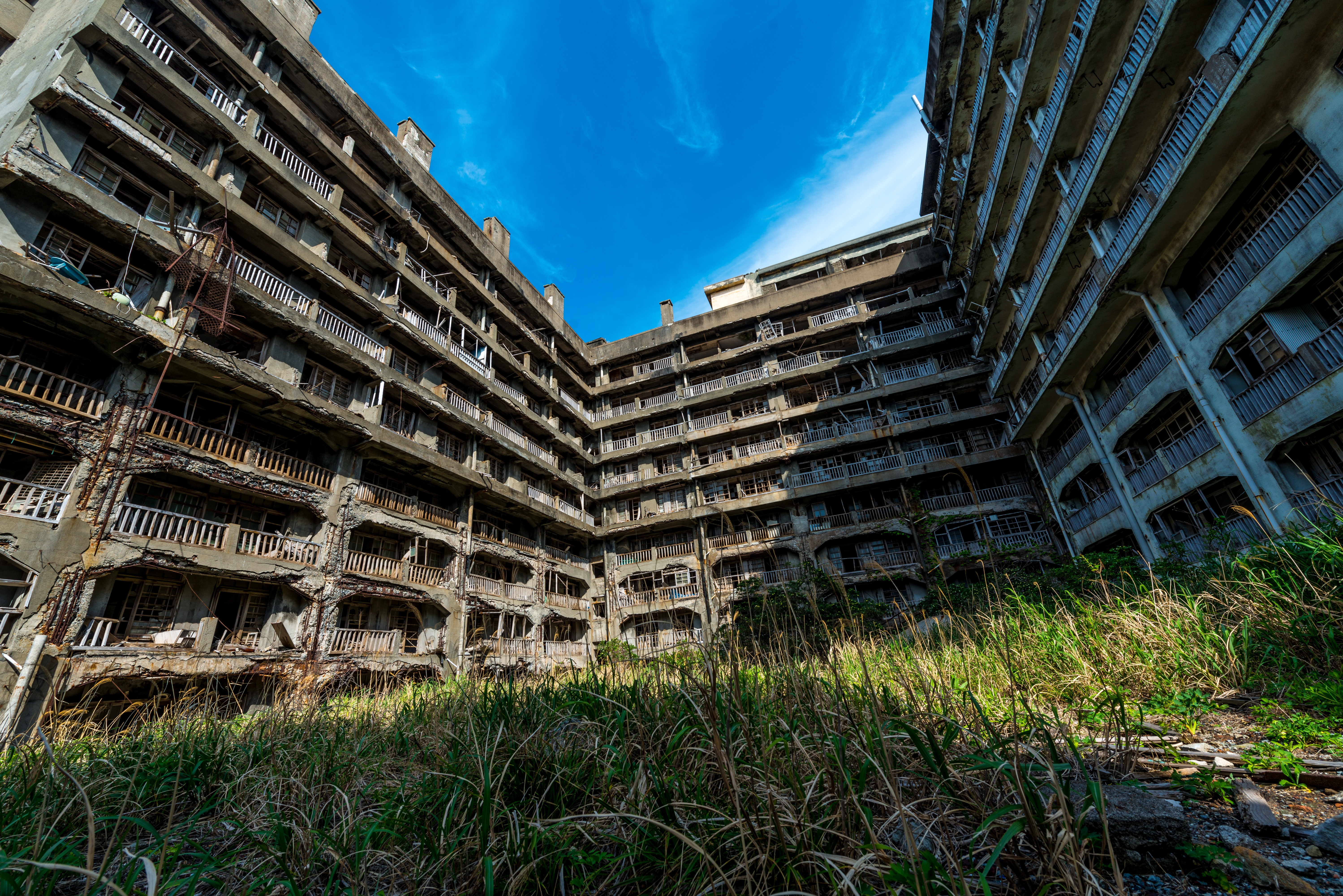
«Будівля № 65», сучасний стан

Острів Хасіма, у ті часи, став полігоном для випробувань нового будівельного матеріалу залізобетону, який дозволяв зводити об'єкти немислимих раніше масштабів. Зведення житлових будинків не припинялося навіть у період Другої світової війни.
У 1958 році була побудована 7-поверхова школа. З першого по четвертий поверх комплексу займала початкова школа, вище розташовувалися старші класи. На самому верхньому рівні знаходилися спортивний та актовий зали. Школа стала останньою великою будівлею, зведеною на острові.
Через маленьку територію вулички на острові надзвичайно тісні, адже транспорту не було. Використовувалася також територія дахів, де висаджувалися невеликі скверики для відпочинку. Для цього у 1963 році з острова Кюсю було завезено ґрунт. Мешканці острова, в примусовому порядку, залучалися до громадських робіт з утримання будинків, прибирання громадських приміщень і території.

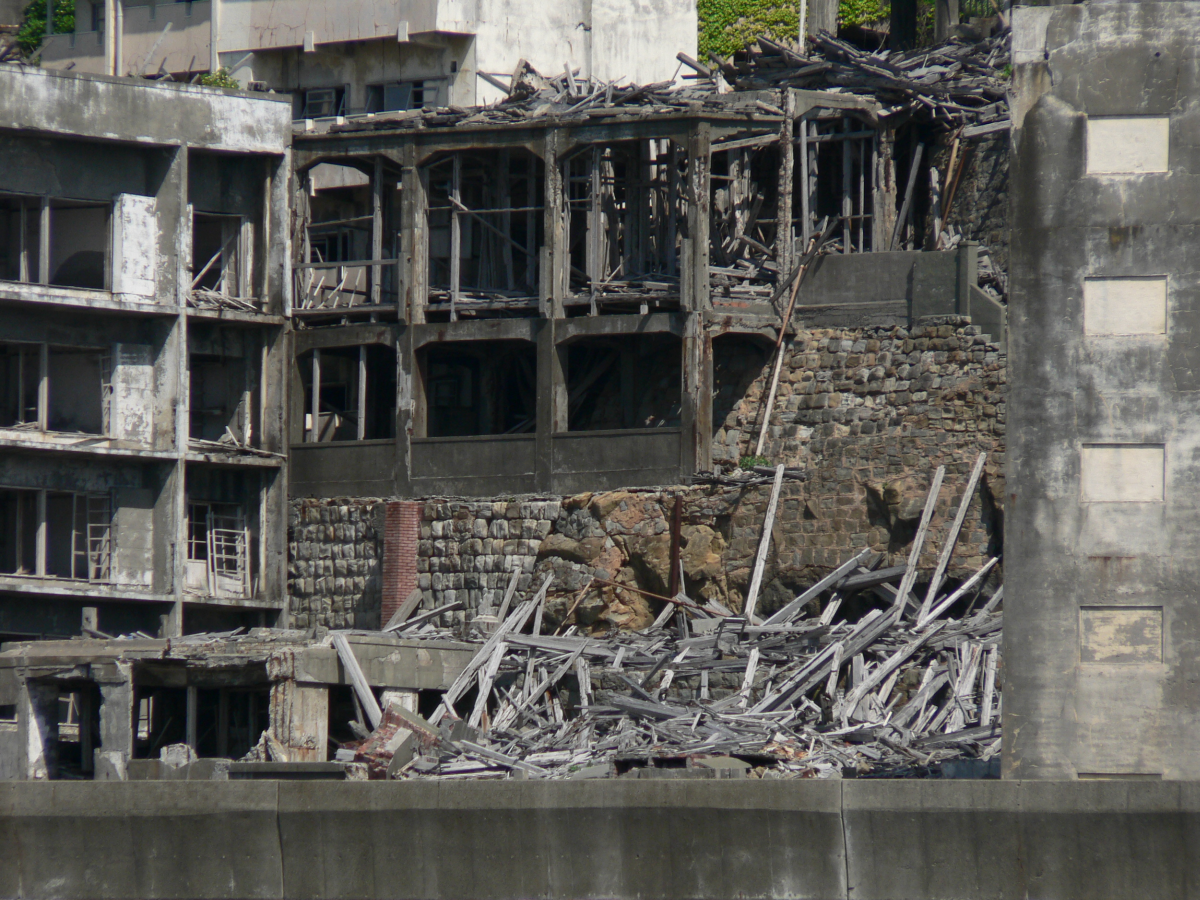
Руїни буддійського храму Семпуку-джі (泉福寺)

На острові була своя соціальна ієрархія, і це відбивалося у розподілі житла. Керуючий шахтою «Міцубісі» займав єдиний на острові одноповерховий особняк, побудований на вершині скелі. Лікарі, менеджери, вчителі мешкали в окремих будинках, що складалися з двокімнатних помешкань, де були кухня та санвузол. Сім'ї шахтарів мешкали у двокімнатних квартирах площею 20 м², без власних кухні, душа і туалету — вони були загальними на поверсі. Самотні шахтарі, а також сезонні робітники, проживали у крихітних квартирах площею 10 м², з кухнею і туалетом на поверсі, фактично гуртожитки.
Протягом 58 років концерн «Міцубісі» звів на острові 30 багатоповерхових будинків. На острові були свої дитячий садок, початкова і середня школа для дітей співробітників, шпиталь, кінотеатр, клуб для шахтарів, плавальний басейн, готель, поліцейський відділок, пошта, буддійський та синтоїстський храми. Енерго- та водопостачання здійснювалося з материка.

## Населення
У 1916 році населення острова становило три тисячі осіб. Під час Другої світової війни багатьох гірників призвали в армію, тому брак робочої сили концерн «Міцубісі» заповнив корейськими та китайськими заробітчанами. Багато хто з цих працівників померли від складних умов праці та поганого поводження.
У 1959 році населення острова становило 5259 осіб, що в перерахунку на площу острова давало найвищу щільність населення у світі — 83 500 осіб на км². 1960 року населення вже було 5267 мешканців. Це було найбільш густонаселене місце на планеті Земля.
Після закриття шахти компанією «Міцубісі», 20 квітня 1974 року острів Хасіма покинула остання партія мешканців.

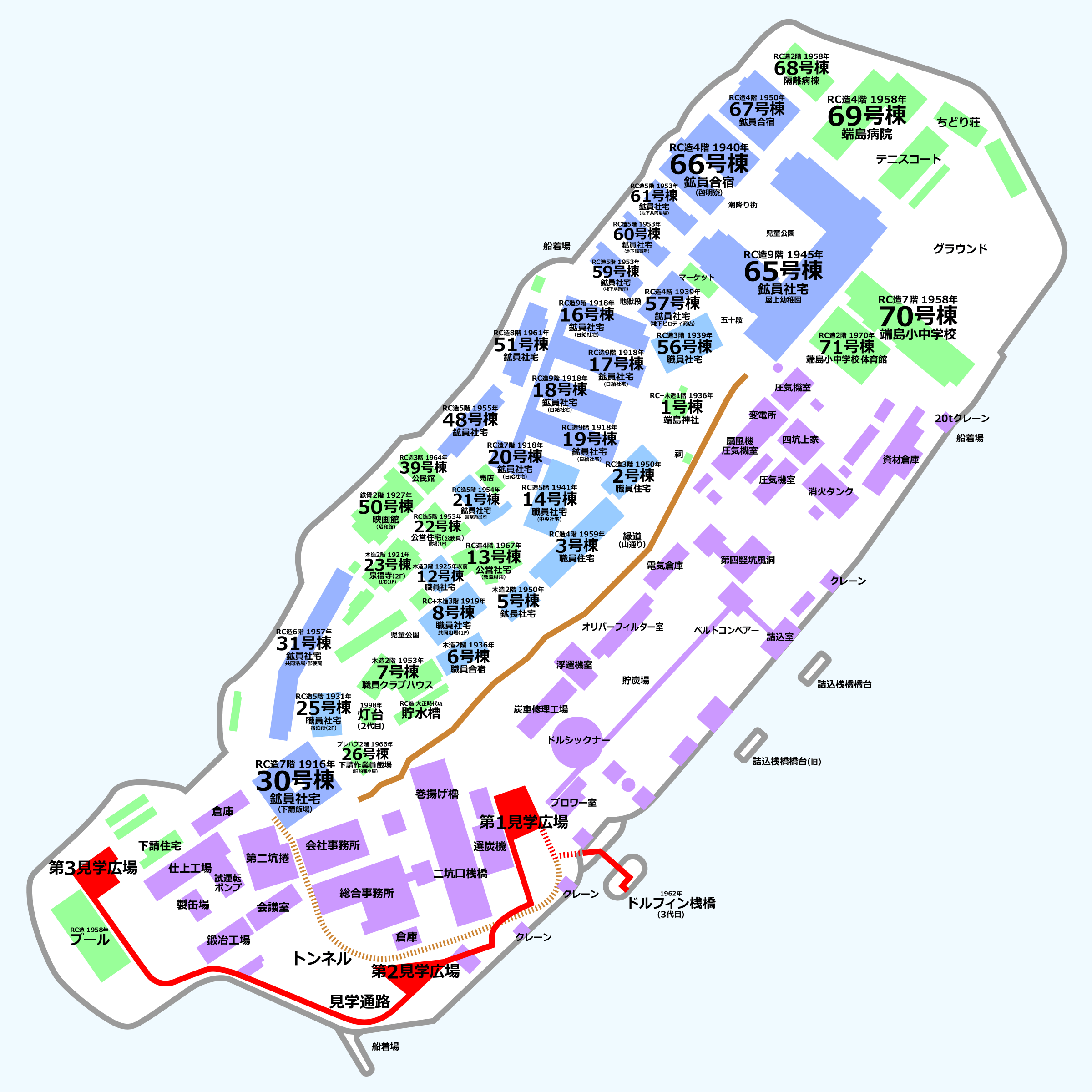
Схема розташування будівель на острові, червоним кольором виділена територія, відкрита для вільного відвідування

## Туризм
Острів Хасіма відомий своїми покинутими залізобетонними будівлями та стіною, що оточує й захищає острів від моря. Подорожі до острова були заборонені урядом Японії. Доступ на сам острів із 2005 був лише у представників преси, але у 2009 році невелику частину острова дозволили відвідувати звичайним туристам. Закритий доступ пояснюють аварійним станом майже всіх будівель: хоча берегова лінія була захищена бетоном, але руйнівного впливу тайфунів не змогли уникнути.
Зараз острів перебуває під управлінням міста Нагасакі, після того, як у 2002 році компанія «Міцубісі» продала острів місту.
У вересні 2008 року острів Хасіма включили у список на отримання статусу «Світова спадщина ЮНЕСКО» як пам'ятник епох Тайсьо і Сьова.
22 квітня 2009 року відкрито регулярне морське сполучення до острова з міста Нагасакі, було організовано спеціальний пішохідний маршрут по відкритій для відвідин частині острова.
2013 року користувачі «Google Earth» змогли здійснювати віртуальні прогулянки по вулицях острова Хасіма. Так острів став туристичною пам'яткою, для людей влаштовують оглядові тури на човні.
2015 року, під час 39-ї сесії комітету Світової спадщини ЮНЕСКО, офіційно були зараховані Об'єкти промислової революції періоду Мейдзі до списку Світової спадщини ЮНЕСКО. Одним з об'єктів промислової революції є острів Хасіма.

## У масовій культурі
На острові у 2000 році знімали деякі сцени японського фільму «Королівська битва».
У серіалі «Життя після людей» (2009) острів показали як приклад того, що трапиться з містом, котре покинули мешканці 35 років тому.
Автори фільму про Джеймса Бонда, натхненні містом-примарою, скопіювали лігво головного лиходія — Рауля Сільви (Хав'єр Бардем) з епопеї «007: Координати «Скайфолл»», саме з Хасіми. Хоча саму стрічку знімали у 2011 році в павільйонах студії «Pinewood».
Є основним місцем подій південнокорейської стрічки «Прикордонний острів».

## Світлини

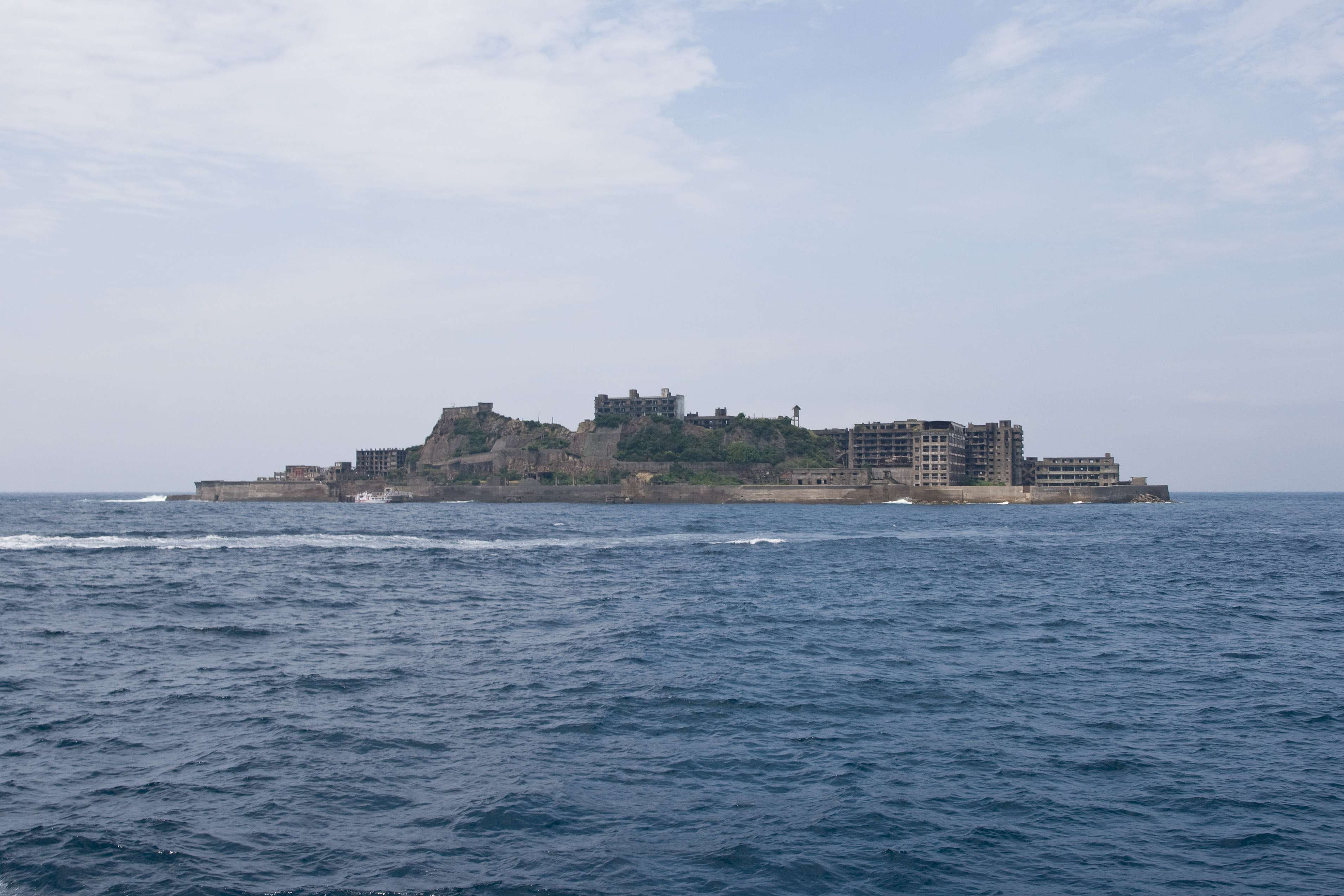
Острів Хасіма з моря.
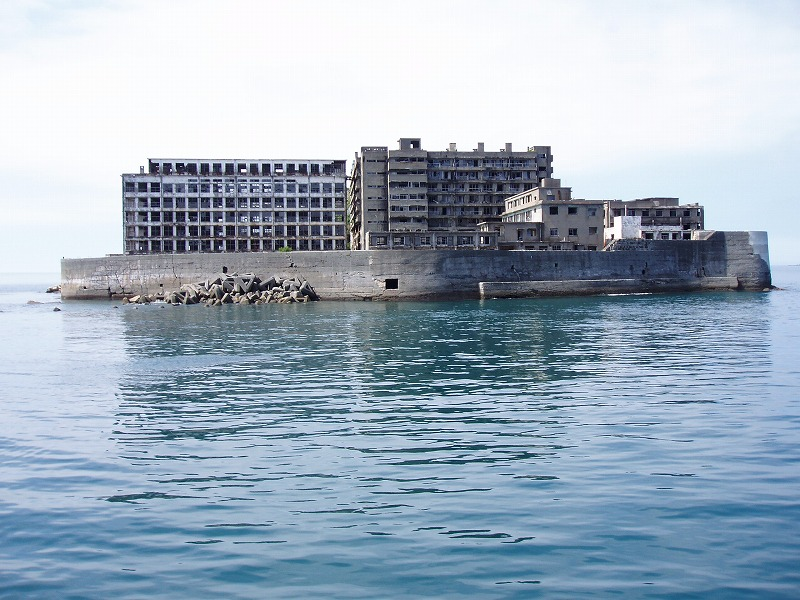
Острів Хасіма з моря.
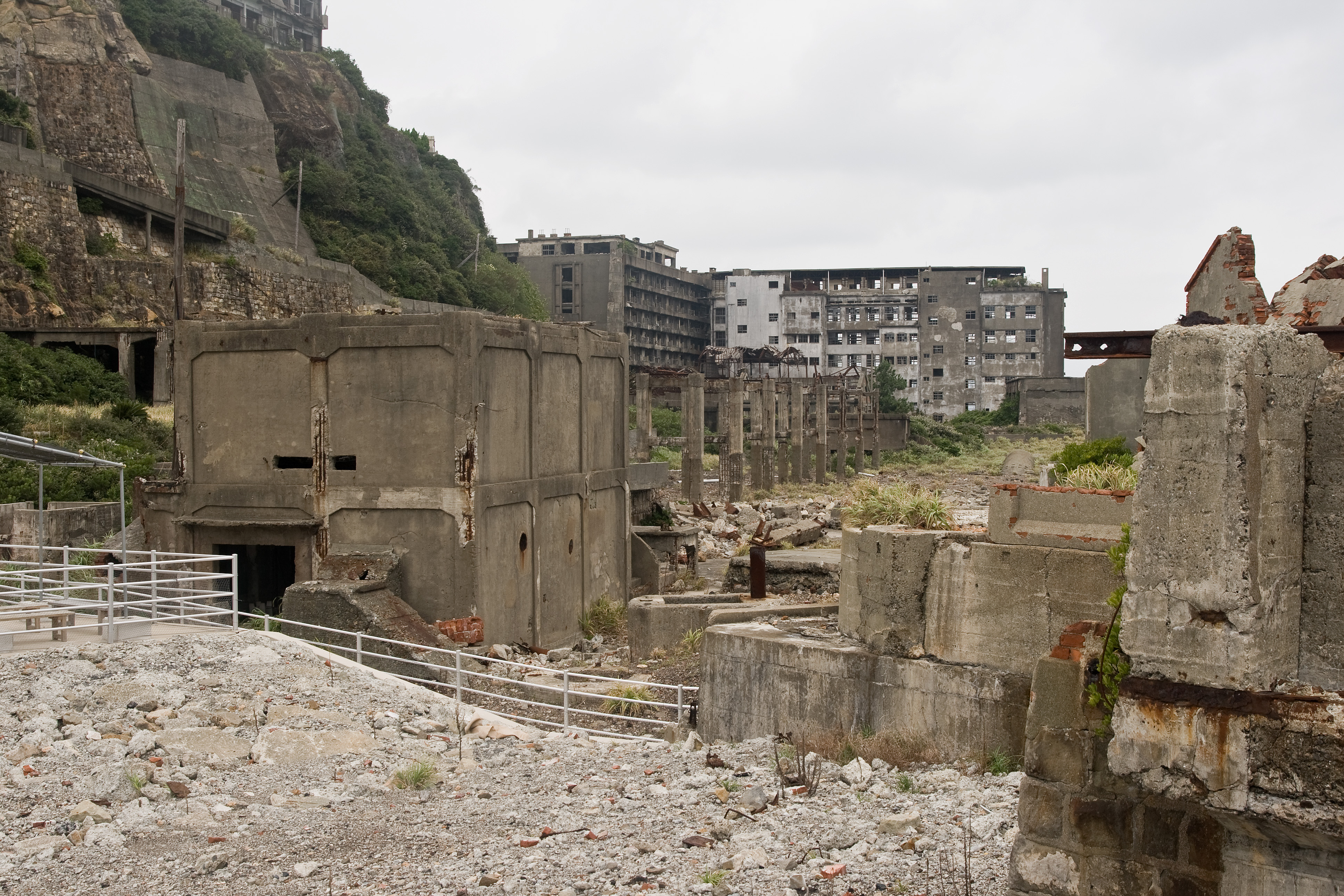
Руїни вугільної шахти, 2011 рік
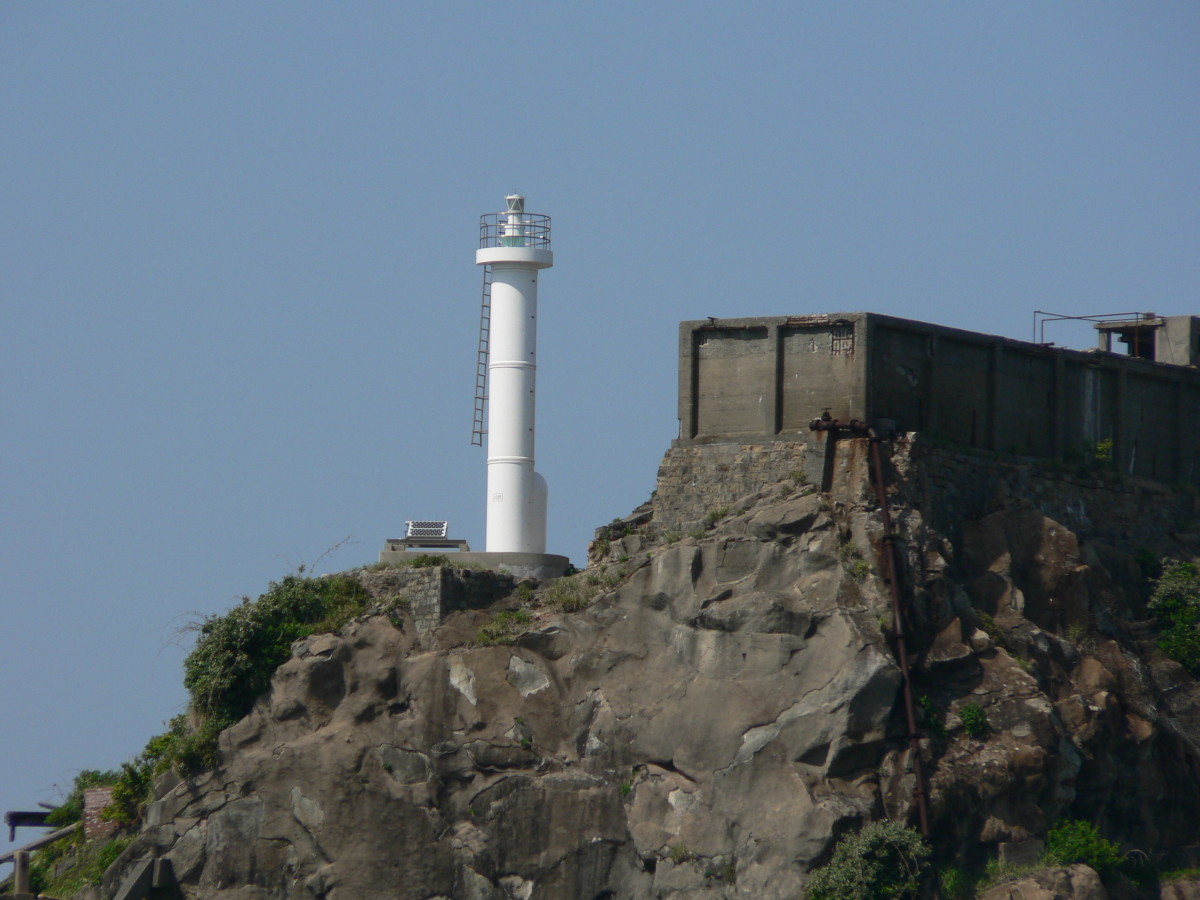
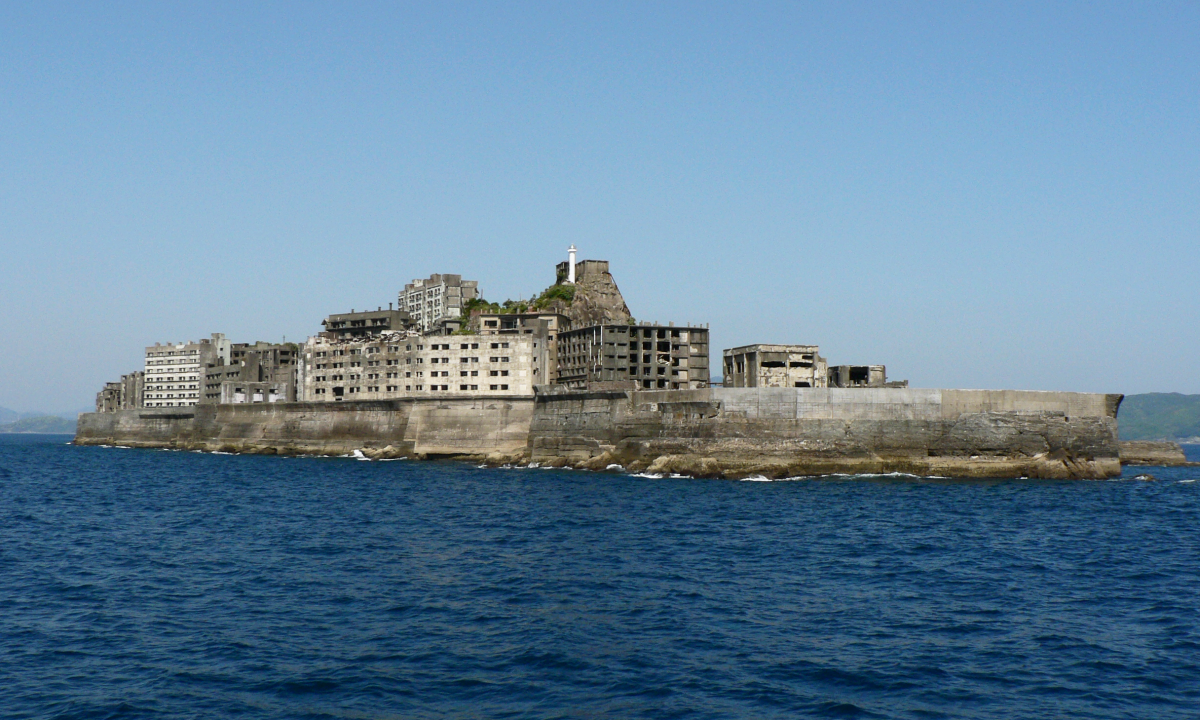
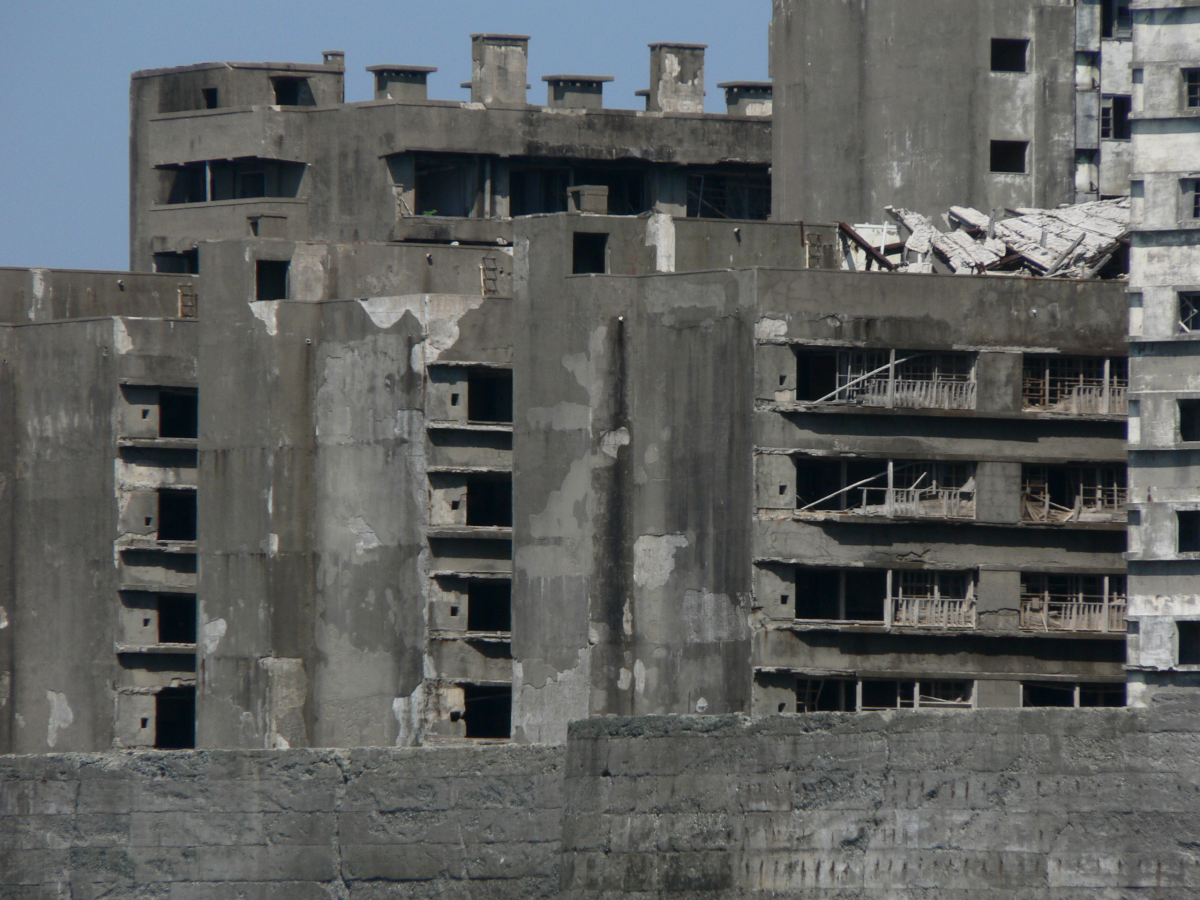
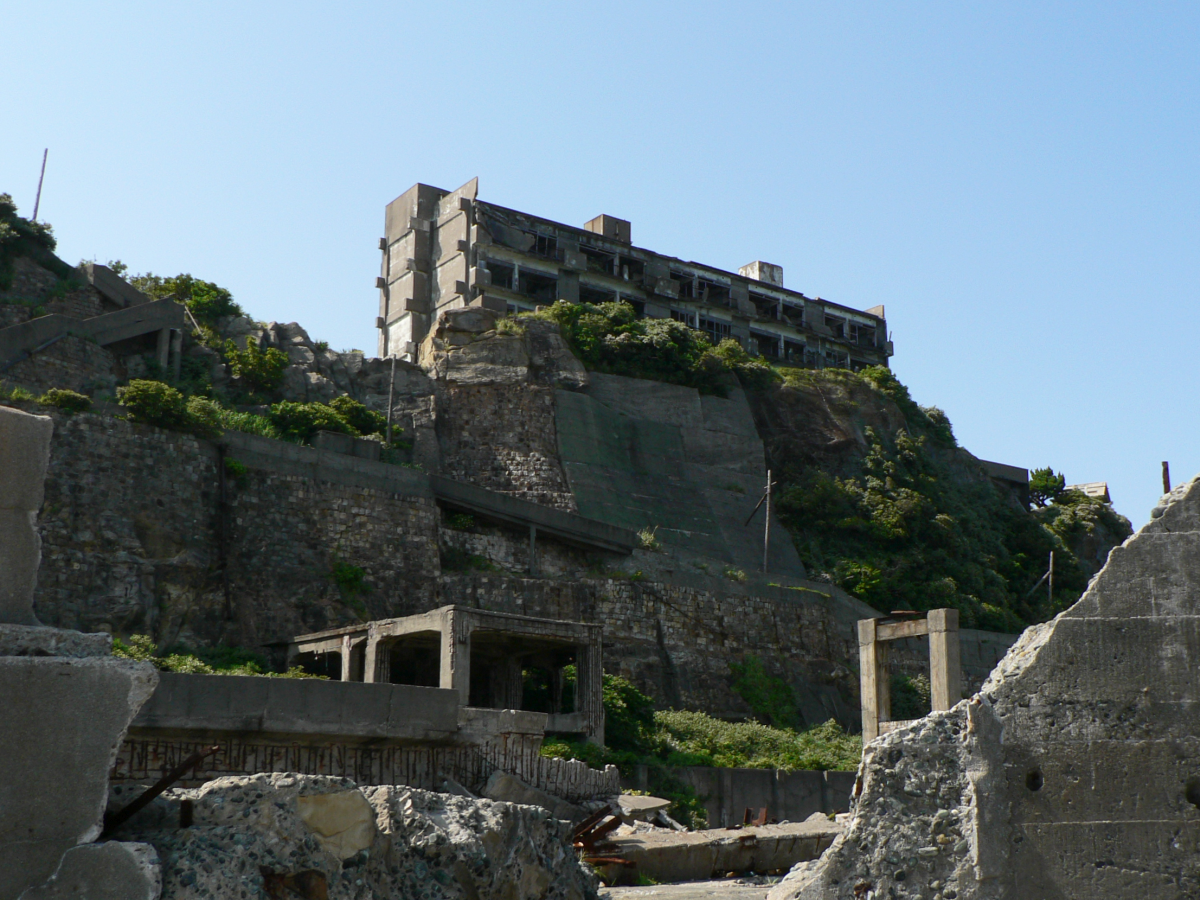
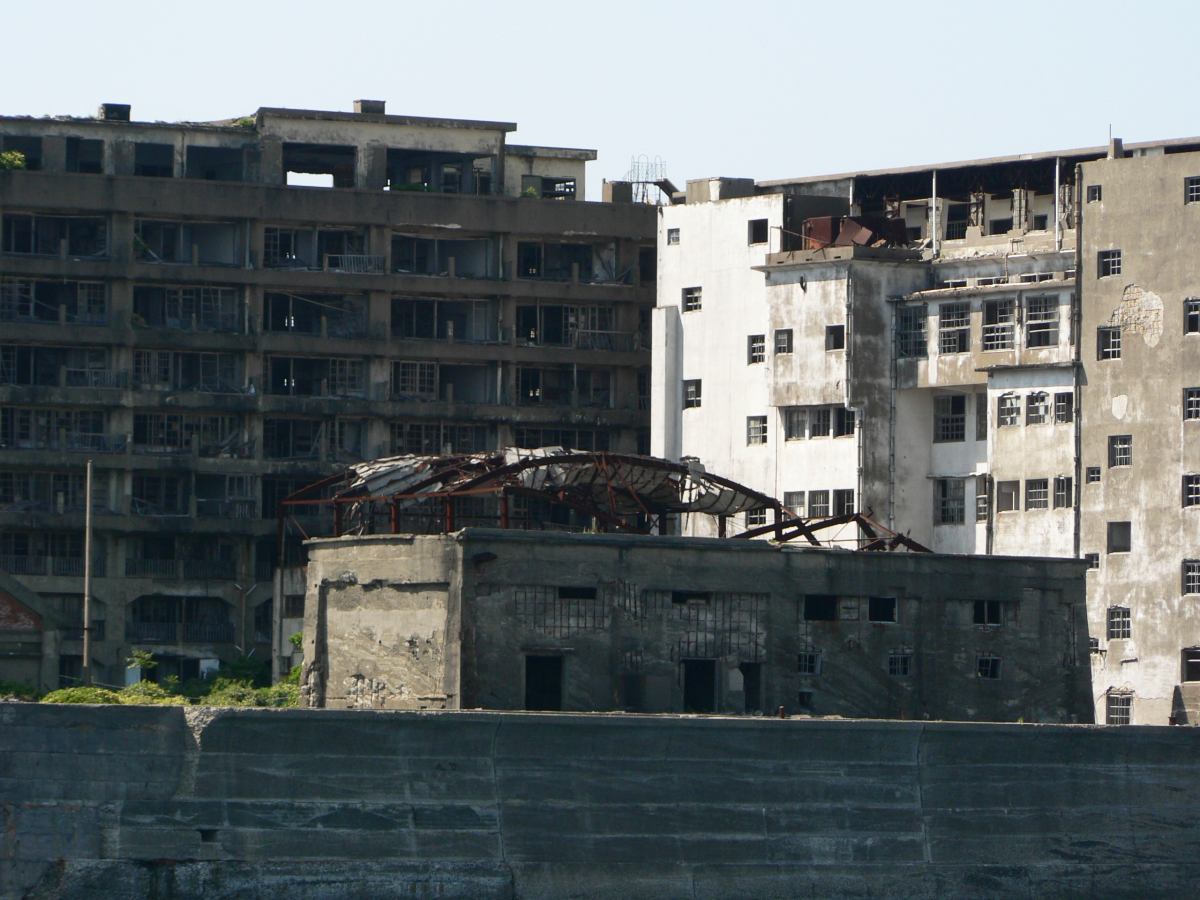